# 다이토 소바

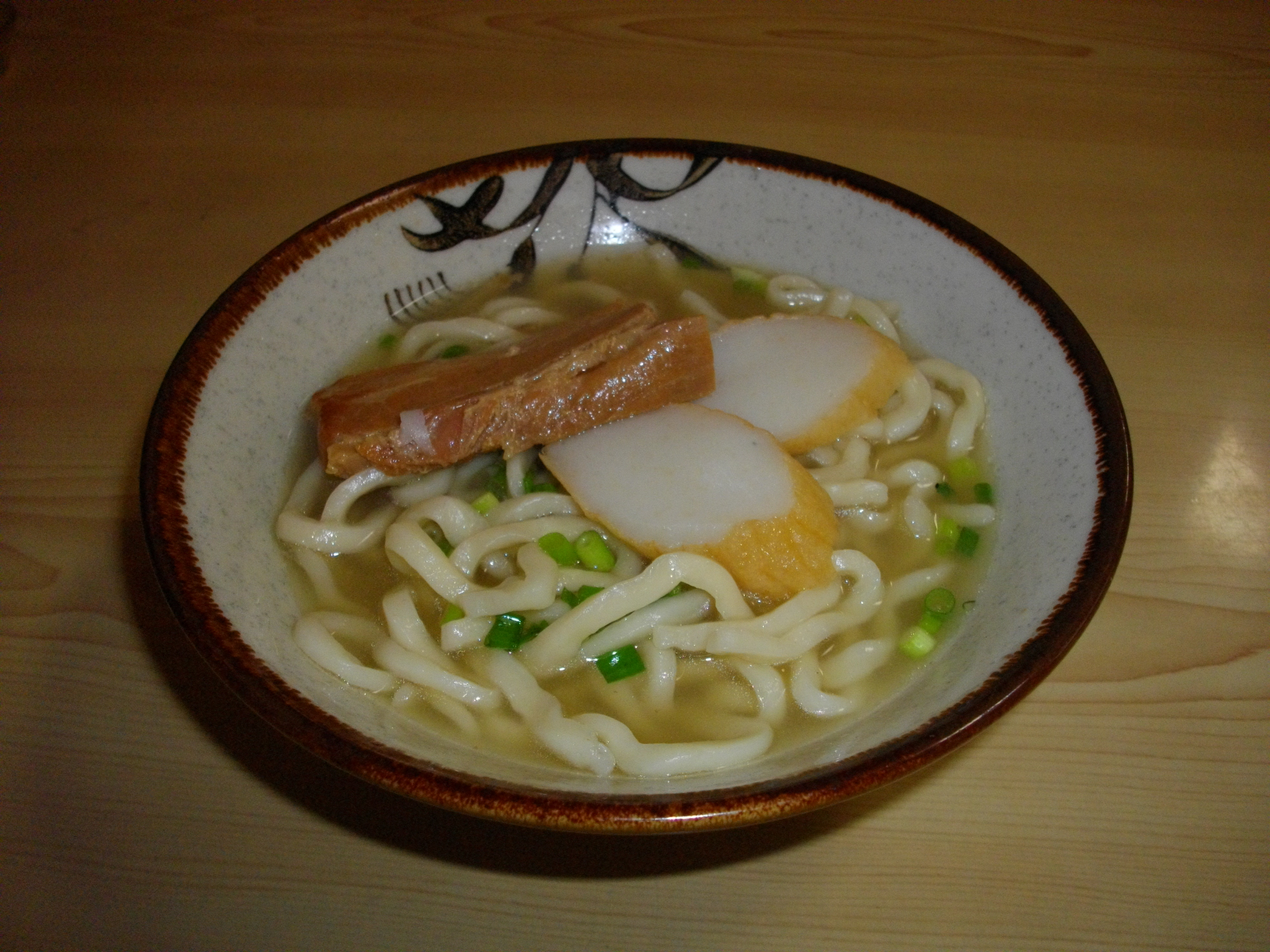
다이토 소바

다이토 소바(일본어: 大東そば)는 일본 오키나와 미나미다이토섬에서 유래한 소바이다. 오키나와 소바의 일종으로, 지금은 폐점한 '원조 다이토소바 이사식당'(元祖大東そば いさ食堂)에서 고안해낸 소바로, 예전에는 다이토섬 내에서 수타로 만들어 먹는 요리였다. 현재는 오키나와섬의 제면소에서 생산되어 나하 시내의 직영점에서 판매되고 있다. 본섬에서 생산된 면은 다이토섬에도 공수되어 이곳의 몇몇 식당에서도 먹어볼 수 있다.
다이토 소바의 면은 굵고 굉장히 꼬불꼬불하다. 삶거나 기름에 튀긴 면이 아니기 때문에 꽤 꼬들꼬들한 식감이며, 잘 퍼지지 않는다. 전통적으로 바닷물에 나무를 태운 재를 섞어 반죽하며, 담백한 맛의 국물을 빨아 들인다. 한국의 칼국수보다는 딱딱한 느낌이다.

## 같이 보기
- 오키나와 요리
- 미야코 소바